# Buprorus loveni
Buprorus loveni är en kräftdjursart som beskrevs av Tord Tamerlan Teodor Thorell 1859. Buprorus loveni ingår i släktet Buprorus och familjen Buproridae. Arten är reproducerande i Sverige. Inga underarter finns listade i Catalogue of Life.